# Maiden Lane

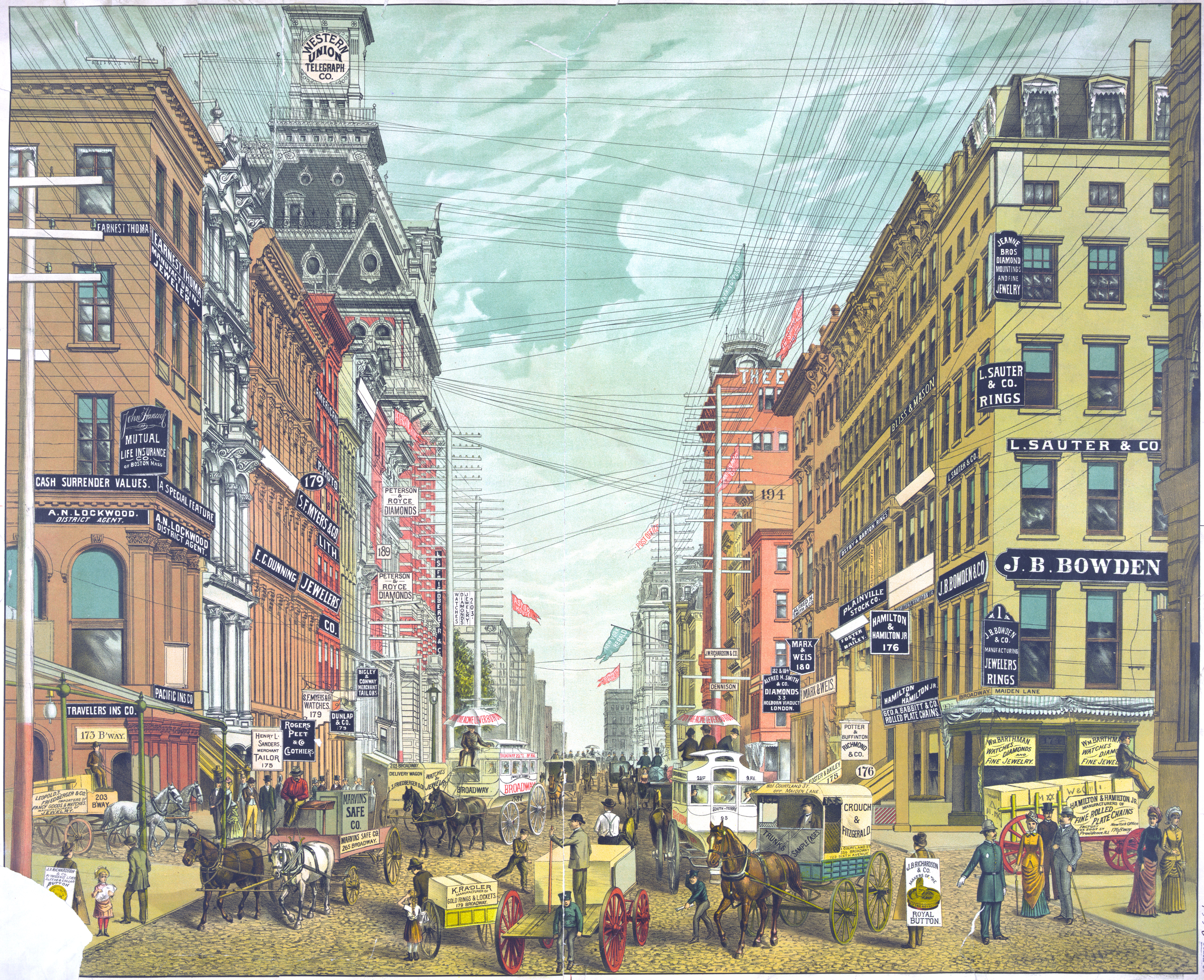
Vista de Broadway hacia el norte desde la esquina con Maiden Lane (a la derecha) c. 1885–87

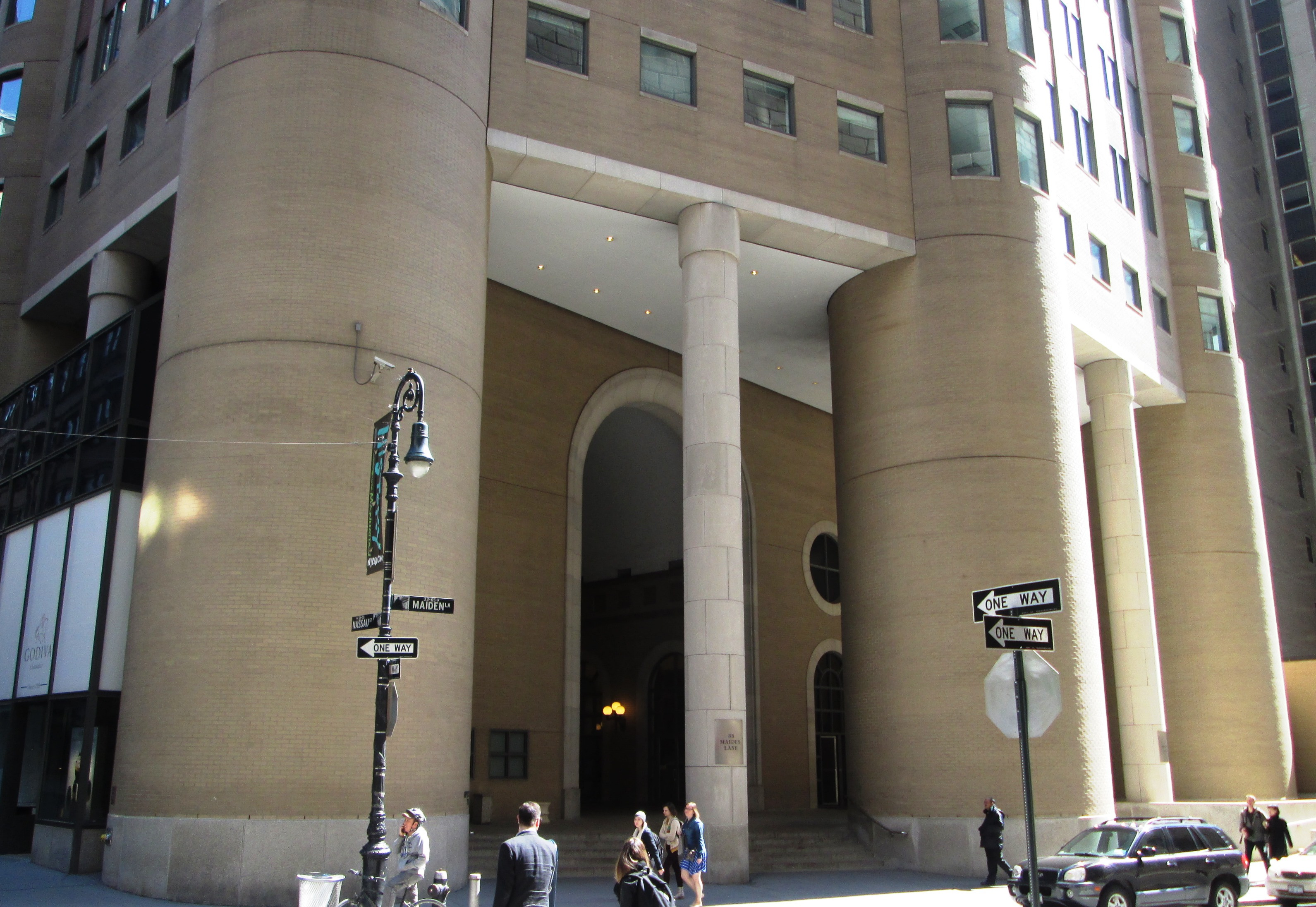
El piso bajo del 33 de Maiden Lane, diseñado por Philip Johnson y John Burgee y construido entre 1984–86

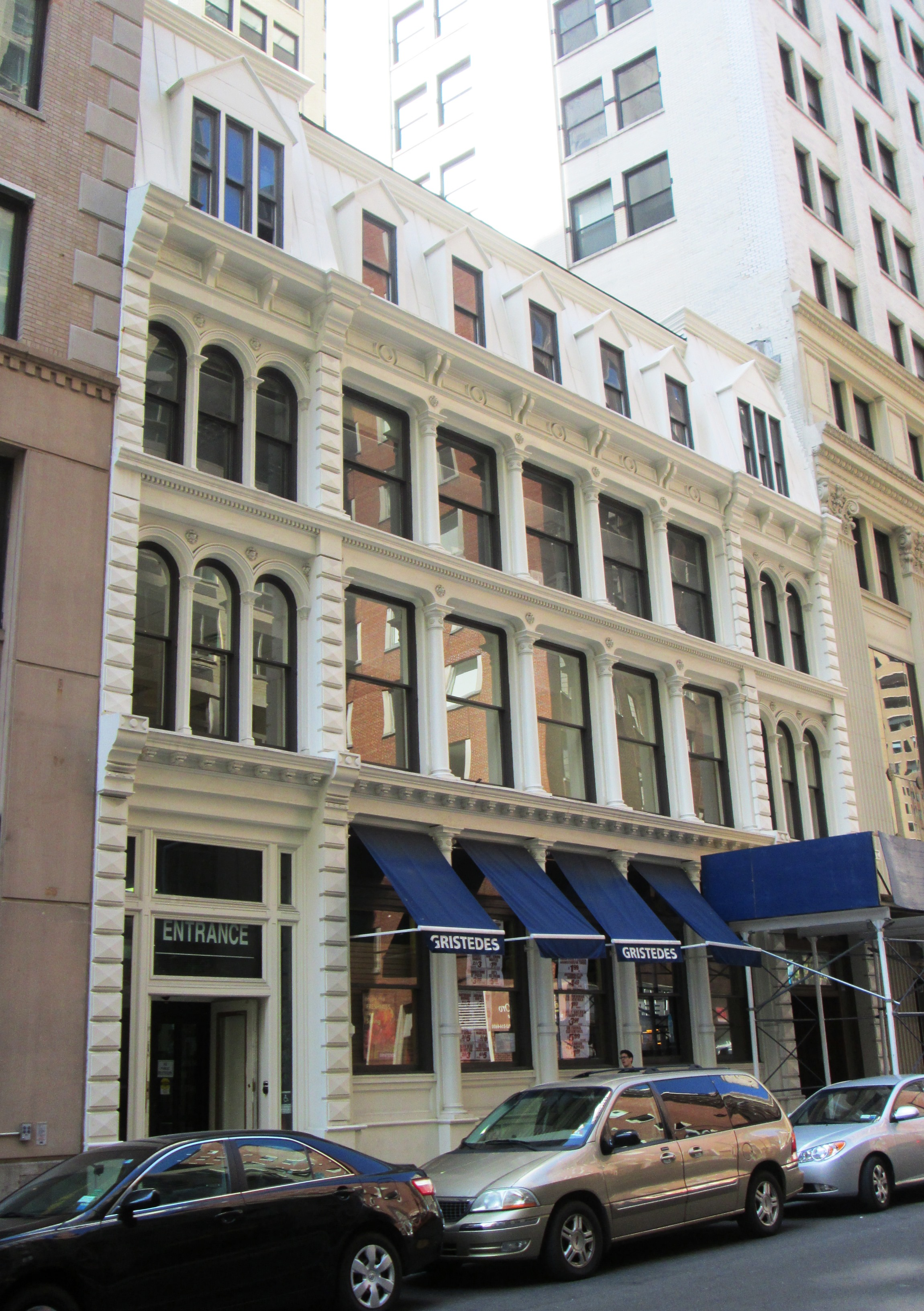
90-94 Maiden Lane, uno de los pocos edificios comerciales de mediados del que aún se mantienen en pie en el bajo Manhattan

Maiden Lane es una calle que recorre de este a oeste el Distrito Financiero del borough neoyorquino de Manhattan. Su extremo oriental está en South Street, cerca del South Street Seaport, y su extremo occidental es en Broadway cerca del sitio del World Trade Center, donde se convierte en Cortlandt Street.

## Etimología
La calle recibió su nombre en Nueva Ámsterdam, como Maagde Paatje, un "camino utilizado por amantes a lo largo de un ondulado arroyo", según la WPA Guide to New York City, un "arroyo con guijarros" que corría desde Nassau Street hasta el East River, donde las mujeres lavaban ropa según los historiadores de la ciudad Edwin Burrows y Mike Wallace.

## Historia

### Desarrollo
La calle fue abierta en 1696, la primera calle al norte de la valla de madera que formaba lo que hoy es Wall Street.
Para 1728, un mercado se formó al pie de lo que hoy es Maiden Lane con Front Street frente al East River; para 1823 fue demolido. El denominado Fly Market, vendía carne, productos del campo y pescado en su interior techado y fue el mercado más antiguo de Nueva York..  Finalmente dio paso al Fulton Fish Market, y después al New Amsterdam Market. El Fly Market, y su sucesor, el Fulton Fish Market, que se mudó a El Bronx en el 2005, fue uno de los primeros mercados de pescado al aire libre. Un periódico neoyorquino de 1831 señaló: 

En Nueva York, hay varios mercados. Aquellos llamados Fulton y Washington Markets son los más grandes. Fulton Market esta al extremo este de Fulton Street cerca al río Este... El primero se ubicaba antiguamente en Maiden Lane al lado del río, y fue llamado Fly Market.

La Revuelta de esclavos de Nueva York de 1712 se desarrolló alrededor de Maiden Lane, en la que 23 esclavos afroamericanos hicieron la revuelta matando nueve personas de raza blanca e hiriendo a otros seis.
En septiembre de 1732, una compañía de actores profesionales llegaron desde Londres y alquilaron los altos de un edificio cerca de la intersección con Pearl Street donde armaron un escenario marcando el origen del teatro profesional en Nueva York. Para el momento en que la compañía se separó, en 1734, su edificio era conocido como la Play House (casa de obras).
En la primavera de 1790, Thomas Jefferson alquiló una casa en el 57 de Maiden Lane cuando se mudó a Nueva York para ejercer como Secretario de Estado durante el gobierno de George Washington. Su cena del 20 de junio de 1790 en esa casa con Alexander Hamilton y James Madison dio lugar al Compromiso de 1790 en el que Hamilton logró que el gobierno nacional asumiera y pagara las deudas del estado y Jefferson y Madison obtuvieron que la capital nacional (Distrito de Columbia) se trasladase al sur. La cena fue celebrada en la canción "The Room Where It Happens" en el musical de Broadway Hamilton.

### Distrito comercial
Maiden Lane fue una calle de tiendas para finales del siglo XVIII, incluso antes de que llegara la moda de vidrieras y escaparates a la ciudad. En 1827 el New York Arcade, aprovechando la fama del Burlington Arcade de Londres (1819), ocupó la cuadra entre Maiden Lane y John Street al este de Broadway con cuarenta tiendas. Sin embargo, mientras era apreciada por muchos personas, era también un desastre financiero y Charles Haynes Haswell recordó que "no tuvo el éxito que se había anticipado... y sobrevivió unos pocos años". Maiden Lane fue pronto una de las primeras calles en tener iluminación a gas, lo que llevó a que sea una calle popular de compras. La ensenada al final de Main Lane fue rellenada a inicios del siglo XIX causando el ensanchamiento de las últimas cuadras antes de llegar a South Street, que es la orilla actual. El agua del antiguo arroyo pasaba por medio de la calle hasta 1827 cuando se propuso en el Consejo que se entubara y que se desvien las aguas de lluvia a los lados de la calzada.
Una de las varias estructuras comerciales del siglo XIX que siguen en pie en el Distrito Financiero es 90-94 Maiden Lane, construido por Roosevelt & Son, con un frente de hierro forjado (atribuido a Charles Wright, 1870–71) por Daniel D. Badger.
En 1977, la Plaza Louise Nevelson, un parque de forma triangular en William Street, abrió.

### Distrito de joyerías
Desde 1795 hasta inicios del siglo XX, Maiden Lane fue el centro del distrito de joyerías. En Broadway, el reloj de bronce y vidrio puesto en la vereda por William Barthman Jewelers aún marcaba la hora. En 1894 los constructores Boehm & Coon levantaron el Diamond Exchange Building de diez pisos en Maiden Lane, que fue diseñado especialmente para acoger las pesadas cajas fuertas utilizados por los comerciantes de piedras preciosas. Según un artículo del New York Times de 1924, “la novia que llevaba un anillo de Maiden Lane era tres veces más feliz” debido a la abundancia de tiendas de joyería. En 1946 el Departamento de Policía de Nueva York estimó que la calle era recorrida por 51 000 personas cada día de semana entre las 11 a. m. y las 2 p. m.
La industria de la joyería empezó a mudarse hacia el norte en los años 1920, pero intentó previamente e infructuosamente de ir hacia el norte en los años 1870 y 1900. Esto se debió en parte debido a que los edificios en Maiden Lane se hacían viejos, incluso en los años 1910. Debido al rápido crecimiento de la ciudad luego de la Segunda Guerra Mundial, este distrito se mudó luego a Chinatown en el Bowery y Canal Street, y a la calle 47 oeste, formando un nuevo distrito en Nueva York, el Diamond District.
El distrito de joyería de Maiden Lane fue mencionado en la película de 1936 15 Maiden Lane.